# Protitanops
Protitanops ist ein ausgestorbener Vertreter der Brontotherien, einer ebenfalls nicht mehr existierenden Gruppe von Unpaarhufern. Die Gattung war im Oberen Eozän vor rund 39 bis 36 Millionen Jahren im heutigen Nordamerika verbreitet. Wichtige Fundstellen finden sich in Kalifornien, in Texas und im nördlichen Mexiko. Es handelt sich um einen großen Angehörigen der Brontotherien, der wie andere, entwickelte Formen der Gruppe über charakteristische knöcherne Hörner auf dem Schädel verfügte. Weitere definierende Merkmale finden sich unter anderem in den aufgeschwollenen Jochbögen und in dem relativ kurzen Naseninnenraum. Wissenschaftlich eingeführt wurde Protitanops im Jahr 1936. Es ist eine Art anerkannt. Ursprünglich war nur ein Schädel bekannt, eine Revision aus dem Jahr 2021 erweiterte das Fundgebiet beträchtlich.

## Merkmale

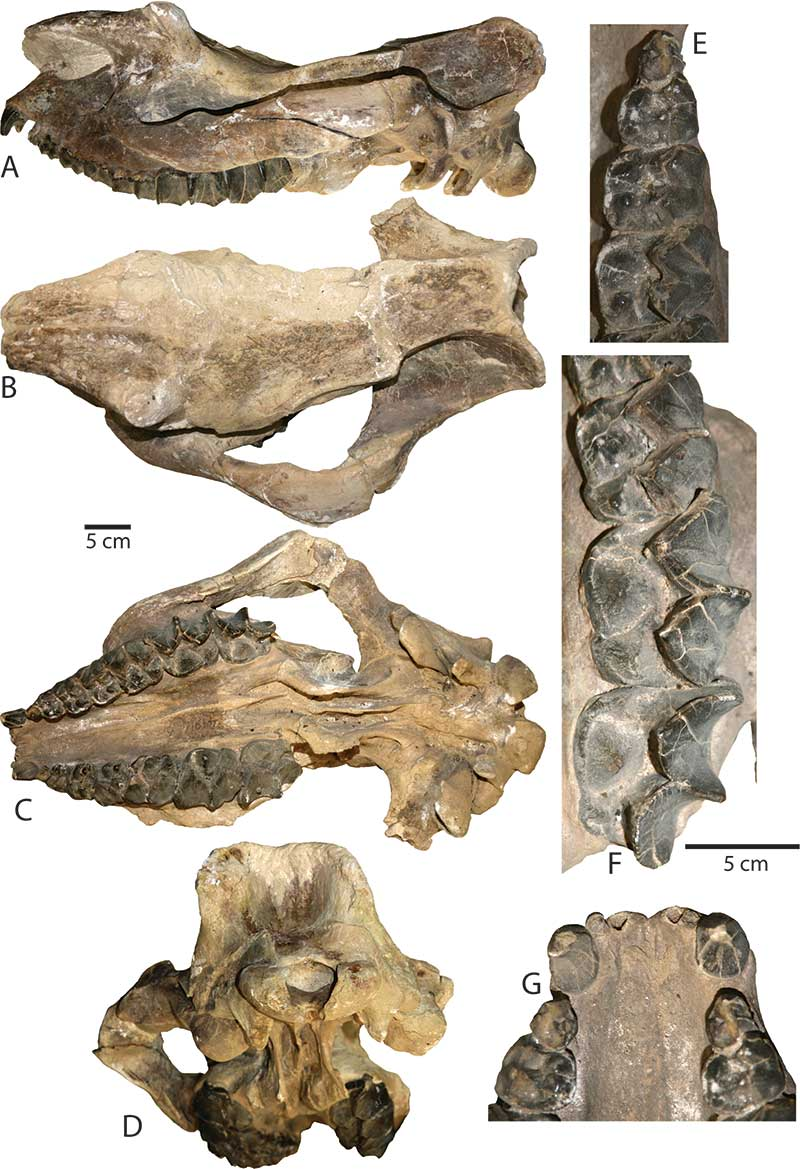
Schädel und obere Bezahnung von Protitanops

Protitanops gehört zu den größten Vertretern der Brontotherien. Das bisherige Fundmaterial setzt sich vor allem aus Schädel-, Unterkiefer- und Gebissteilen zusammen. Einzelne vollständige Schädel wurden zwischen 64,2 und 69,8 cm lang, der Holotyp-Schädel misst 68,8 cm in der Länge. Die Stirnlinie war charakteristisch sattelförmig eingedellt. Die für späte Brontotherien typischen knöchernen Hörner erhoben sich als kleine Kuppeln über den Nasenbereich. Wie üblich bestanden sie aus verlängerten Auswüchsen des Nasen- und Stirnbeins. Beide Knochen verwuchsen hier im ausgewachsenen Alter der Tiere, bei den Schädeln junger Individuen kann die offene Naht beobachtet werden. Bei Protitanops ragten die Hörner 8 bis 14 cm auf bei einem Umfang von 22 bis 30 cm. Ihr Querschnitt war oval mit der Längsachse entlang des Schädels. Sie standen leicht schräg nach außen und vorn, die Oberfläche war aufgeraut. Das Nasenbein verlief gerade. Der Naseninnenraum reichte bis zum vierten Prämolaren zurück, was weniger ist als bei Notiotitanops. Die Orbita befand sich oberhalb des ersten Molaren, manchmal war sie aber auch etwas weiter nach vorn positioniert. Die Lage des Augenfensters entspricht in etwa der von Duchesneodus, vermittelt aber zwischen der von Notiotitanops und von Eubrontotherium, bei denen dieses weiter nach vorn beziehungsweise nach hinten versetzt ist. Über das Schädeldach zogen zwei weit auseinanderstehende parasagittale Rippen. Die Jochbögen kragten weit aus. Am Kontaktpunkt der jeweils beiden Teilbögen waren Schwellungen ausgebildet, wodurch der Knochen 4,0 bis 9,8 cm dick wurde. Derartige Aufwölbungen fehlen unter anderem bei Eubrontotherium und bei Parvicornus. Das Hinterhauptsbein war weit ausgezogen. Der Knochenkamm am Hinterhauptsbein besaß in der Aufsicht einen deutlichen Einzug.

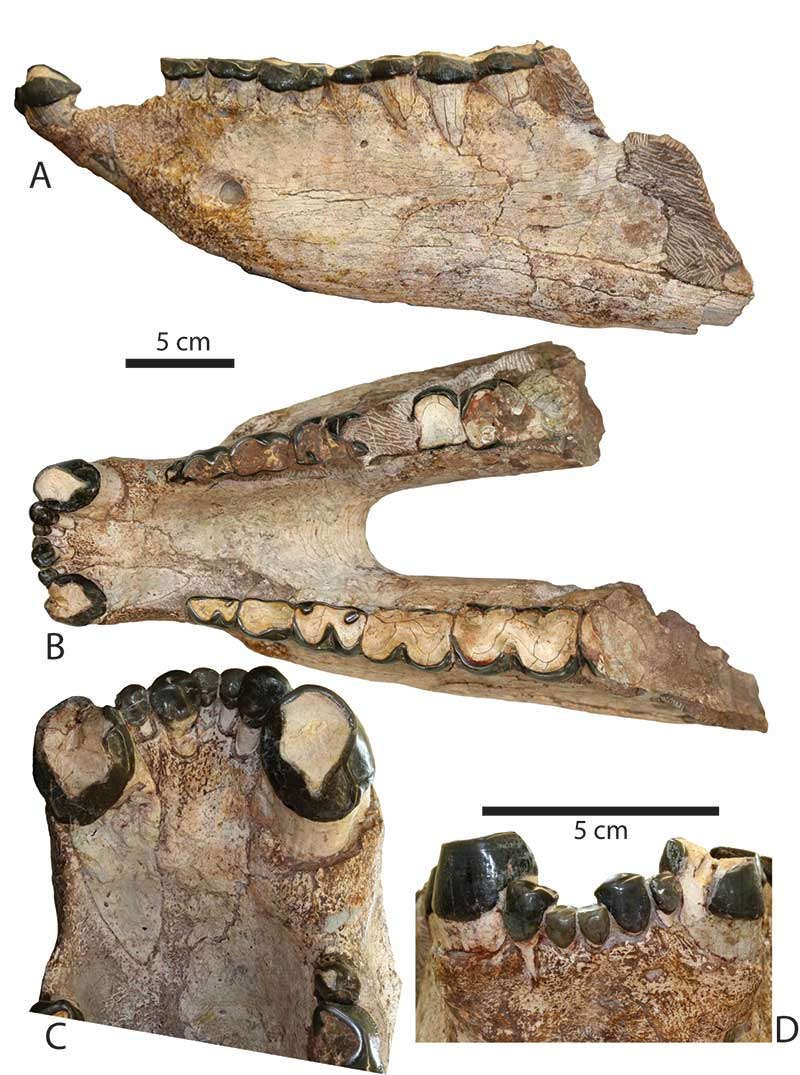
Unterkiefer und untere Bezahnung von Protitanops

Der Unterkiefer ist bisher weniger gut überliefert. Die Symphyse am vorderen Ende zur Verbindung der beiden Unterkieferbögen bildete vorn einen Winkel von 45° zur Kauebene und reichte nach hinten bis zum letzten Prämolaren. Das Gebiss von Protitanops war durch das Fehlen eines Schneidezahnpaars in der oberen Reihe leicht reduziert und entsprach so dem einiger anderer entwickelter Brontotherien. Die Zahnformel lautete dadurch: {\displaystyle {\frac {2.1.4.3}{3.1.4.3}}}. Die Schneidezähne waren insgesamt sehr klein. Im Unterkiefer formten sie einen deutlichen Bogen, der ausgeprägter war als bei Eubrontotherium, aber weniger markant als bei Parvicornus. In der oberen Zahnreihe trennte eine kleine Lücke in der Mitte die beiden Schneidezähne der einzelnen Gebisshälften voneinander. Der direkt anschließende Eckzahn war in der Regel groß mit einem Durchmesser von 2,4 bis 3 cm. Nach hinten schloss sich ein Diastema an, das in der oberen Zahnreihe bis zu 1,1 cm maß. Die jeweiligen hinteren Zähne standen in einer geschlossenen Reihe und nahmen vom ersten Prämolaren zum letzten Molaren an Größe zu. Ihre jeweilige Form und Gestalt unterschieden sich kaum von denen anderer entwickelter Brontotherien. Dadurch wirkten die hinteren Zähne in ihrer Ausprägung eher konservativ. Typisch für Brontotherien bildete der Zahnschmelz auf den Kauoberflächen der Oberkiefermolaren eine W-förmige Leiste. Die Prämolaren der oberen Zahnreihe erstreckten sich über rund 10 cm, die Molaren über 19,5 cm. Entsprechende Werte für die unteren Zähne lauten 9 cm und 22 cm.

## Fossilfunde
Fossilien von Protitanops kamen bisher nur aus Nordamerika zu Tage. Sie beschränken sich auf wenige Fundbereiche, die allerdings weiter gestreut sind. Dadurch sind Reste sowohl aus Kalifornien als auch aus Texas und Mexiko bekannt. Der für die Gattung definierende Fund, ein Schädel samt Unterkiefer, stammt aus der Titus-Canyon-Formation in den Grapevine Mountains im Gebiet des Death Valley in Kalifornien. Er lagerte in den unteren rötlich gefärbten Sedimenten der Gesteinseinheit. Allgemein wird er in das Obere Eozän gestellt (lokalstratigraphisch Unteres Chadronien) mit Alterswerten von vor 38 bis 36 Millionen Jahren.

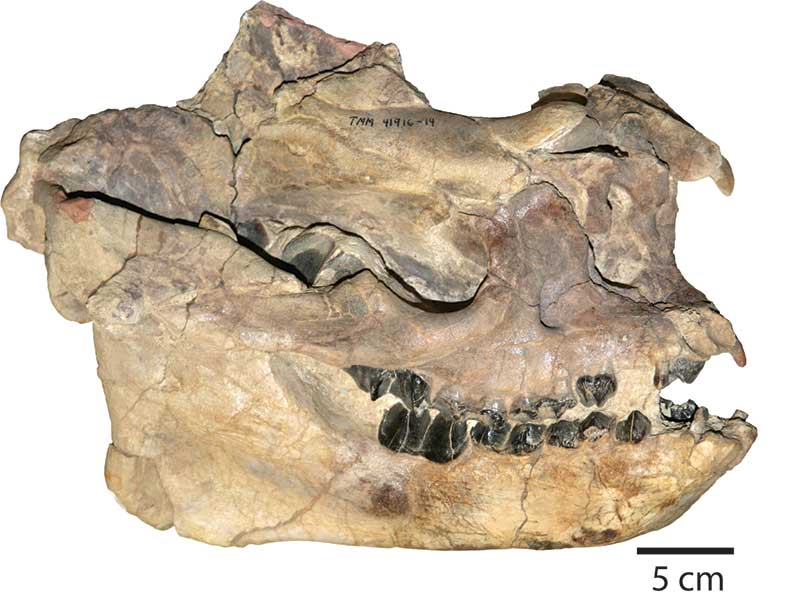
Schädel eines Jungtiers von Protitanops

Wesentlich umfangreicher ist das Fundmaterial aus Texas, das wiederum mehrere Schädel, Schädelteile und Unterkiefer von Individuen unterschiedlicher ontogenetischer Entwicklungsstadien einschließt. Ein bedeutendes Fundgebiet findet sich hier im Big-Bend-Nationalpark, wo mehrere, zum Teil artikulierte Reste aus den unteren Abschnitten der Chisos-Formation im Brewster County zum Vorschein kamen. Deren genaue Altersstellung ist aber nicht bekannt. Sie fanden sich in tuffartigen Ablagerungen unmittelbar unterhalb einzelner vulkanischer Lagen und benachbart zu eingearbeiteten Rinnen, die mit grobkörnigen Sedimenten gefüllt sind. Die Beziehung der einzelnen Sedimenteinheiten zueinander sind ungeklärt. Als weitere wichtige Fundregion ist die Chambers-Tuff-Formation in der Region Vieja im Presidio County zu nennen. Hier sind die unteren Schichteinheiten mit dem Blue Cliff Horizon beziehungsweise dem Big Red Horizon von Bedeutung, aus denen die sogenannte Duchesnean Porvenir local fauna dokumentiert ist. Diese lagert wiederum oberhalb des Buckshot Ignimbrite, der sich mit Hilfe der Kalium-Argon-Methode auf ein Alter von rund 37,8 Millionen Jahre datieren ließ. Die Funde gehören damit ebenfalls dem Oberen Eozän an, stehen lokalstratigraphisch aber im ausgehenden Duchesneum. Nur wenig höher findet sich in der Chambers-Tuff-Formation die Little Egypt local fauna, ebenfalls assoziiert mit einzelnen Funden von Protitanops. Ihr Alter wird, ermittelt über die gleiche Datierungsweise, mit 36,7 Millionen Jahren angegeben, wobei als Grundlage der unmittelbar anschließende Bracks Rhyolite diente. Begleitend mit Protitanops wurden in der Chambers-Tuff-Formation auch Reste von Duchesneodus entdeckt, einem etwas kleineren Angehörigen der Brontotherien.
Außerhalb dieser Region ist zudem die Prietos-Formation mit einem Fundpunkt gut 32 km nordwestlich von Ojinaga im mexikanischen Bundesstaat Chihuahua zu nennen. Der hier aufgefundene Teilschädel gehört der Rancho Gaitan local fauna an, die biostratigraphisch zwischen 37,0 und 36,5 Millionen Jahre alt ist.

## Paläobiologie
Protitanops gehört zu den größten bekannten Vertretern der Brontotherien. Das Fundmaterial zeigt allerdings eine gewisse Variabilität. Der Schädel aus dem westlichen Teil des Verbreitungsgebietes im heutigen Kalifornien ist im Vergleich zu denen aus dem östlichen in Texas groß, besitzt aber eine im Verhältnis sehr kurze Zahnreihe. Das bisher begrenzte Fundmaterial lässt aber keine Aussagen zu, ob es sich hierbei um geographische Variationen oder um einen Geschlechtsdimorphismus handelt. Andere Brontotherien zeigen einen auffallenden Unterschied zwischen den Geschlechtern. Dieser äußert sich bei frühen, zumeist hornlosen Formen in markanten Zahnunterschieden, etwa in der Ausprägung des Eckzahns, verbunden mit Variationen in der Robustizität des Schädels. Bei den horntragenden späteren Angehörigen geht dieser zugunsten abweichender Ausbildungen der Hörner verloren.

## Systematik
Protitanops ist eine Gattung aus der Familie der Brontotheriidae (ursprünglich Titanotheriidae), die aufgrund ihres charakteristischen Zahnbaus in die Nähe der heutigen Pferde gestellt werden. Innerhalb der Brontotherien gehört die Gattung zur Unterfamilie der Brontotheriinae und zur Zwischentribus der Brontotheriita, die wiederum in der Tribus der Brontotheriini steht. Die Tribus der Brontotheriini wurde ursprünglich von Bryn J. Mader als Unterfamilie der Telmatheriinae geführt und enthielt alle nordamerikanischen Brontotherien, die über ausgeprägte Hornansätze verfügen. In einer späteren Untersuchung benannte er diese aber in Brontotheriinae um. Matthew C. Mihlbachler verschob diese Unterfamilie im Jahr 2008 auf den Rang der Tribus und trennte mit den Brontotheriita die weitgehend nordamerikanischen Brontotherien mit ausgebildeten paarigen Hörnern ab. Diese Zwischentribus ist als Schwestergruppe der Embolotheriita mit Embolotherium als Typusform aufzufassen, welche die generell eurasischen Formen vereint und die in der Regel nur ein einzelnes, verwachsenes beziehungsweise teilweise als Rammbock ausgebildetes Horn aufweisen. Beide Entwicklungslinien bilden jeweils ein Endglied der Entwicklung der Brontotherien. Durch seinen Verweis zu den Brontotheriita ist Protitanops näher mit Parvicornus und Eubrontotherium, aber auch mit der Charakterform Megacerops verwandt.
Die wissenschaftliche Erstbeschreibung von Protitanops legte Chester Stock im Jahr 1936 vor. Er nutzte hierfür einen vollständigen Schädel mit Unterkiefer (Exemplarnummer: LACM/CIT 1854). Der Holotyp stammt aus der Titus-Canyon-Formation östlich vom Thimble Peak in den Grapevine Mountains im US-Bundesstaat Kalifornien. Stock hob in der Erstbeschreibung vor allem die geringe Zahngröße, das Auftreten von nur zwei Paaren an oberen Schneidezähnen sowie neben weiteren Zahnmerkmalen auch die großen Hörner hervor. Er sah seine neue Form daher in einer engeren Beziehung zu Megacerops (von Stock unter der Synonymbezeichnung Brontops geführt). Mit P. curryi stellte er die bisher einzige gültige Art auf. Der Artname verweist auf H. Donald Curry, der die ersten Überreste von Brontotherien in den Grapevine Mountains entdeckt hatte.
Bis zu Beginn der 2020er Jahr war der Holotypus das einzige bekannte Exemplar, das eindeutig zu Protitanops gestellt werden konnte. Eine Revision von Fundmaterial aus Texas und Mexiko durch Matthew C. Mihlbachler und Donald R. Prothero im Jahr 2021 erweiterte nicht nur das Fundspektrum erheblich, sondern auch die räumliche und zeitliche Reichweite. Im Zuge dieser Arbeit wurde auch die eher dubiose Form Menodus bakeri mit Protitanops zumindest teilweise synonymisiert. Diese war im Jahr 1948 von John Willis Stovall anhand eines Unterkiefers und mehrerer weiterer postcranialer Skelettelemente aus dem Chambers Tuff in der Region von Vieja im Presidio County in Texas aufgestellt worden. Gleiches gilt für einen Schädel aus der Prietos-Formation im mexikanischen Bundesstaat Chihuahua, der 1976 von Ismael Ferrusquía Villifranca mit Brontops brachycephalus in Verbindung gebracht worden war. Mihlbachler und Prothero erwähnen außerdem einen unbestimmten Schädel aus der obereozänen Ergilin-Dzo-Formation in der südlichen Mongolei, der Protitanops ähnelt. Sofern der Fund mit Protitanops congenerisch ist, würde dies das Verbreitungsgebiet der Gattung erneut erheblich erweitern. Von einzelnen Brontotherien wie Metatelmatherium und Eubrontotherium ist ein zeitgleiches Auftreten im heutigen Asien und Nordamerika belegt.